# Stoke Mandeville
Pour les articles homonymes, voir Stoke et Mandeville.
Stoke Mandeville est un village au sud d'Aylesbury, dans le comté de Buckinghamshire, Angleterre. C'est une commune très prospère, comportant beaucoup de terres arables. L'Hôpital de Stoke Mandeville, quoique nommé d'après le village, est situé sur la limite avec Aylesbury et abrite le plus grand centre de traitement des blessés médullaires d'Europe.
Dans le Domesday Book de 1086, le village est répertorié sous le nom de Stoches, du vieil anglais stoc désignant une ferme ou hameau en périphérie. Le suffixe de Mandeville fut enregistré pour la première fois en 1284 lorsque la Seigneurie était officiellement dans les mains de la puissante famille normande de Mandeville. L'ancienne église paroissiale, à la périphérie du village, fut condamnée au milieu du XXe siècle, et a maintenant été complètement démolie. La nouvelle église en brique rouge St Mary reste la seule église du village, à part l'église méthodiste dans Eskdale Road.
Le 13 mai 2000, célébrant le nouveau millénaire, un nouveau panneau d'entrée à Stoke Mandeville est dévoilé. Il se tient sur un petit socle de brique, sur la pelouse à l'extérieur de l'école. La plaque montre différents aspects de la vie au village au fil des siècles.
Selon le recensement la paroisse couvre 1460 acres (5.90 km²).
La gare de Stoke Mandeville (en) est un arrêt sur la ligne Chiltern Railways,
entre la gare d'Aylesbury et celle de Wendover (en).

## Handisport et Jeux paralympiques
En 1948, le docteur Ludwig Guttmann, neurologue à l'hôpital de Stoke Mandeville, a l'idée d'organiser dans son établissement les premiers Jeux mondiaux des chaises-roulantes et des amputés (World Wheelchair and Amputee Games) connus sous le nom de Jeux de Stoke Mandeville et destinés à la réhabilitation des soldats et victimes de la Seconde Guerre mondiale par la pratique du sport.
Ces Jeux devenus Jeux paralympiques en 1960, furent organisés en parallèle des Jeux olympiques de Rome. Stoke Mandeville organisa cette manifestation sportive pour la première fois de façon officielle et conjointement avec la ville de New York lors des Jeux paralympiques d'été de 1984.
Mandeville, mascotte des Jeux paralympiques de Londres 2012, est nommé en hommage au village.